# Guerriglia irachena
La guerriglia irachena indica un insieme composito di milizie e gruppi paramilitari di varia ispirazione politica e religiosa, attivi durante la guerra in Iraq. Le truppe americane presenti in Iraq e i loro alleati sono stati l'obiettivo principale di alcuni di questi gruppi fino al loro ritiro nel 2011. Un altro obiettivo di rilievo sono militari e forze di polizia fedeli al governo iracheno. Alcune fazioni sunnite e sciite prendono di mira raduni e luoghi di culto dell'altra comunità religiosa.

## Composizione
La guerriglia è composta da vari gruppi non coordinati che si contrappongono in modo violento - utilizzando tattiche di guerriglia, guerra asimmetrica, attentati suicidi e propaganda - alla coalizione multinazionale in Iraq a guida statunitense (fino al 2011), al governo iracheno insediatosi in Iraq successivamente alla caduta di Saddam Hussein e a comunità etnico-religiose considerate rivali.
La quantità e le ideologie dei gruppi impegnati nella guerriglia sono cambiati col tempo. Fra le varie componenti identificate ci sono:
- Sunniti aderenti al salafismo takfirita. Oltre a lottare contro le truppe straniere e governative, alcuni di questi gruppi attaccano anche luoghi simbolo dello sciismo o raduni sciiti, colpendo la popolazione civile. Uno di questi gruppi era al-Qaeda in Iraq, che ha in seguito assunto i nomi di Stato Islamico in Iraq e Stato Islamico dell'Iraq e del Levante ed è oggi noto come Stato Islamico, o ISIS. Inizialmente guidato da stranieri, col tempo le redini del gruppo sono passate nelle mani di Iracheni.
- Ex esponenti del partito Ba'th e fedeli di Saddam Hussein;[3] si tratta di gruppi in prevalenza sunniti e laici. Tuttavia la comune opposizione agli Stati Uniti e al governo sciita ha spinto molti di questi miliziani ad avvicinarsi allo Stato Islamico, divenendone una rilevante componente.[4] Nelle primissime fasi della guerra uno di questi gruppi erano i Fedayyin di Saddam, milizia paramilitare che combatteva accanto all'esercito regolare. Nel 2006 è emerso l'Esercito degli Uomini dell'Ordine di Naqshbandi, guidato dall'ex vice di Saddam Izzat Ibrahim al-Douri. I rapporti di quest'ultimo con la componente islamista della ribellione hanno attraversato fasi di contrasto e fasi di collaborazione. Ha partecipato in coordinamento con l'ISIS alla presa di Falluja all'inizio del 2014.[5][6][7]
- Milizie sciite filo-iraniane come l'Esercito del Mahdi, attivo dal 2003 al 2008 e guidato dal religioso Muqtada al-Sadr; principale obiettivo di queste milizie erano le truppe della coalizione internazionale. Talora luoghi di culto e raduni della comunità sunnita vengono presi di mira da alcuni di questi gruppu. Nel 2014 alcune di queste milizie sciite sono state integrate in un corpo paramilitare chiamato Forze di mobilitazione popolare, con l'obiettivo di affiancare l'esercito iracheno nella lotta allo Stato Islamico.

## Obiettivi
I movimenti di guerriglia sono sorti rapidamente dopo l'invasione dell'Iraq del 2003 e prima ancora dell'insediamento del nuovo governo nazionale. Dall'inizio del 2004 fino al maggio 2007, l'obiettivo principale della guerriglia erano le forze della coalizione internazionale (74% degli attacchi) e, a seguire, le forze di sicurezza irachene considerate collaborazioniste della coalizione. Una parte degli attacchi sono stati, invece, diretti verso obiettivi civili o hanno provocato, se diretti contro obiettivi militari, un largo numero di vittime civili. Secondo un sondaggio realizzato nel febbraio-marzo 2007 dai network televisivi ABC e BBC (il terzo dal 2004), il 51% degli iracheni approva gli attacchi alla Coalizione (il tasso di approvazione sale al 90% tra gli arabi sunniti), ma l'86% si dice anche preoccupato che i propri familiari possano perire nelle violenze.
La guerriglia ha anche cercato di impadronirsi del flusso di denaro generato dalle ingenti quantità di petrolio presenti in Iraq, o quanto meno di limitare la capacità del governo di sfruttare questa risorsa. A tale scopo sino stati sabotati gli oleodotti e minacciati funzionari delle compagnie petrolifere, concentrandosi sulle raffinerie presenti a Kirkuk e Bassora, facendo deragliare il flusso che trasportava oltre 1,6 milioni di barili di greggio al giorno.

## Armamenti e tecniche di guerra
Durante i primi anni della guerra in Iraq, nelle mani dei mujaheddin iracheni arrivarono spedizioni illegali di oltre 10.000 pistole Beretta 92; che i guerriglieri pagavano ai trafficanti d'armi circa 850 dollari l'una. In Italia, a causa di questo, si suggerì di dover modificare la legge del 18 aprile 1975, n. 110; riguardo al controllo delle armi, delle munizioni e degli esplosivi. Con l'intensificarsi della guerra i mujaheddin hanno presto cominciato a fare uso di autobombe imbottite non solo con TNT, ma anche con il cloro, un gas altamente tossico. Il portavoce militare statunitense, tenente colonnello Christopher Garver affermò: «Si tratta di un nemico che sa adattarsi a nuove tattiche e nuove armi, e che vuole vincere»; non di meno infatti, i mujaheddin spostarono la propria attenzione sugli elicotteri d'attacco, mentre per gli ordigni collocati sulle strade iniziarono ad essere usate cariche cave in grado di perforare la blindatura delle humvee; inoltre, anche gli attacchi contro le postazioni militari statunitensi iniziarono ad essere condotti in modo più coordinato.
Altro importante metodo di condurre battaglia è stato quello dell'attacco suicida. Fra gli innumerevoli attacchi, sia contro militari che civili, in cui questo metodo è stato usato, vi sono gli attentati di Nāṣiriya, quando 4 kamikaze si fecero esplodere causando la morte di oltre 50 persone. La guerriglia irachena ha anche praticato il rapimento di ostaggi provenienti da svariate nazioni.
Sotto il profilo della persecuzione, molte chiese sono state distrutte e minoranze religiose cacciate o terrorizzate da alcuni settori della guerriglia, che perseguono talvolta una politica di pulizia etnica